# Щитівці
Щитівці́ — село в Україні, у Заліщицькій міській громаді, Чортківського району, Тернопільської області. Розташоване на лівому березі річки Серет, на південному сході району. До 2020 підпорядковане Дунівській сільській раді.
Населення — 400 осіб (2022).
До Щитівецької сільської ради свого часу належав х. Хрипилів.
Розташоване на лівому березі р. Серет, за 14 км від центру громади і найближчої залізничної станції Заліщики.
Географічні координати: 48° 39’ пн. ш. 25° 52’ сх. д. Територія — 2,82 кв. км. Дворів — 166.
Населення — 444 особи (2014 р.).

## Населення

### Мова
Розподіл населення за рідною мовою за даними перепису 2001 року:
| Мова       | Кількість | Відсоток |
| ---------- | --------- | -------- |
| українська | 580       | 100%     |

## Історія
Поблизу села виявлено археологічні пам'ятки трипільської, черняхівської і давньоруської культур.
Поблизу Щитівців виявлено археологічні пам'ятки трипільської, черняхівської і давньоруської культур.
Перша писемна згадка — 1547р.
Назва села походить, імовірно, від слова «щит» (оборонне городище, фортеця).
За Австро-Угорщини була двокласна школа з українською мовою навчання, за Польщі — двомовна. 
У 1889—1892 pp. проводив археологічні розкопки Готфрид Оссовський.
У 1891 р. у селі споруджено костел, зруйнований після німецько-радянської війни. 1902 р. велика земельна власність належала Юрію Борковському.
1918 року в селі створено перший гарнізон УГА. В ОУН — УПА перебували 23 особи. У лютому 1946 поблизу Щитівців загинули 76 вояків УПА. В роки Великої Вітчизняної війни також загинуло і пропало безвісти 25 жителів села. На цьому місці насипано могилу-пам'ятник Борцям за волю України (1993).
До війни був діючий польський костел, побудований графинею Барковською (зруйнований під час війни). Діюча з 1989 р. церква Вознесіння Христового (1776 р., мурована), реставрована 2008—2009 рр. УАПЦ та УГКЦ (почергові відправи), є мурована дзвіниця.
Збереглися пам'ятні хрести на честь скасування панщини. В 1988 році поставлено хрест на честь 1000- ліття Хрещення Русі – України, пам'ятник Т. Г. Шевченку (1991 р., реставрований у 2006 р., скульптор А. Скиба).
Діяли філії товариств «Просвіта» (від 1902 р.), «Січ» (від 1907 р.), «Сільський господар», «Рідна школа», а також кооператива, крамниця, торговий відділ кредитового товариства «Руський народний дім», три водяних млини. Село одним із перших у повіті дало вояків до Української Галицької Армії.
За переписом 1921 р., в селі було 248 дворів із населенням 982 особи, на 1931 р. — 261 двір (1056 осіб).
Від 6 липня 1941 р. до 5 квітня 1944 р. село — під нацистською окупацією. Під час німецько-радянської війни у Червоній армії загинули 15 жителів села, 10 пропали безвісти (1944—1945 рр.). Після повернення радянської влади протягом 1944—1953 рр. за участь у національно-визвольній боротьбі ув'язнено понад 20 осіб, виселено у Сибір 9 осіб; загинули стрільці УПА Іван Волощук (1924—1945) та Михайло Загарія (1927—1945). Закатована станична ОУН Ганна Драчук (1928—1945).
Серед національно свідомих жителів села були: Григорій Бачинський, Василь Загарія, отець Іван Коцик (1867—1932), Михайло Молдован, стрільців УСС Андрій та Іван (псевдо «Гайдамака»; 1929 р. н.) Орищуки, Михайло Слободян.
1941 р. організований колгосп, який відновив свою діяльність у 1948 р. Нині землі розпайовані.
До першої річниці Незалежності України встановлено пам'ятний хрест (1992 р.). Марія Гайворонська — мати композитора, поета диригента січових стрільців Михайла Гайворонського жила з родиною сина Романа в Щитівцях похована на сільському цвинтарі.
12 червня 2020 року, відповідно до розпорядження Кабінету Міністрів України № 724-р «Про визначення адміністративних центрів та затвердження територій територіальних громад Тернопільської області» увійшло до складу Заліщицької міської громади.
19 липня 2020 року, в результаті адміністративно-територіальної реформи та ліквідації Заліщицького району, увійшло до складу новоутвореного Чортківського району.

## Релігія
- церква Вознесіння Господнього (1776, мурована, ПЦУ та УГКЦ);
- капличка;
- фігура Матері Божої;
- збереглися давні кам'яні хрести.

## Пам'ятники
Споруджено пам'ятник Т. Шевченку (1991.; реставрований 2006 р., скульптор А. Скиба), Встановлено пам'ятні хрести на честь скасування панщини, на честь 1000-ліття хрещення України-Руси (1988 р.), до першої річниці Незалежності України (1992 р.); насипано могилу Борцям за волю України (1993 р.).
Поблизу села є округлий камінь «Турецький мечет».

## Соціальна сфера
Працюють ЗОШ 1 ступеня, клуб, бібліотека, ФАП, торгівельний заклад.

## Відомі люди

### Народилися
- Богдан Аксентійчук (1950—2010) – український науковець, медик, господарник, доктор медичних наук, заслужений лікар України.
- Композитор, музикант Михайло Гайворонський. На цвинтарі збереглася могила Марії Гайворонської — матері Михайла Гайворонського, яка загинула у роки німецько-радянської війни.

## Галерея

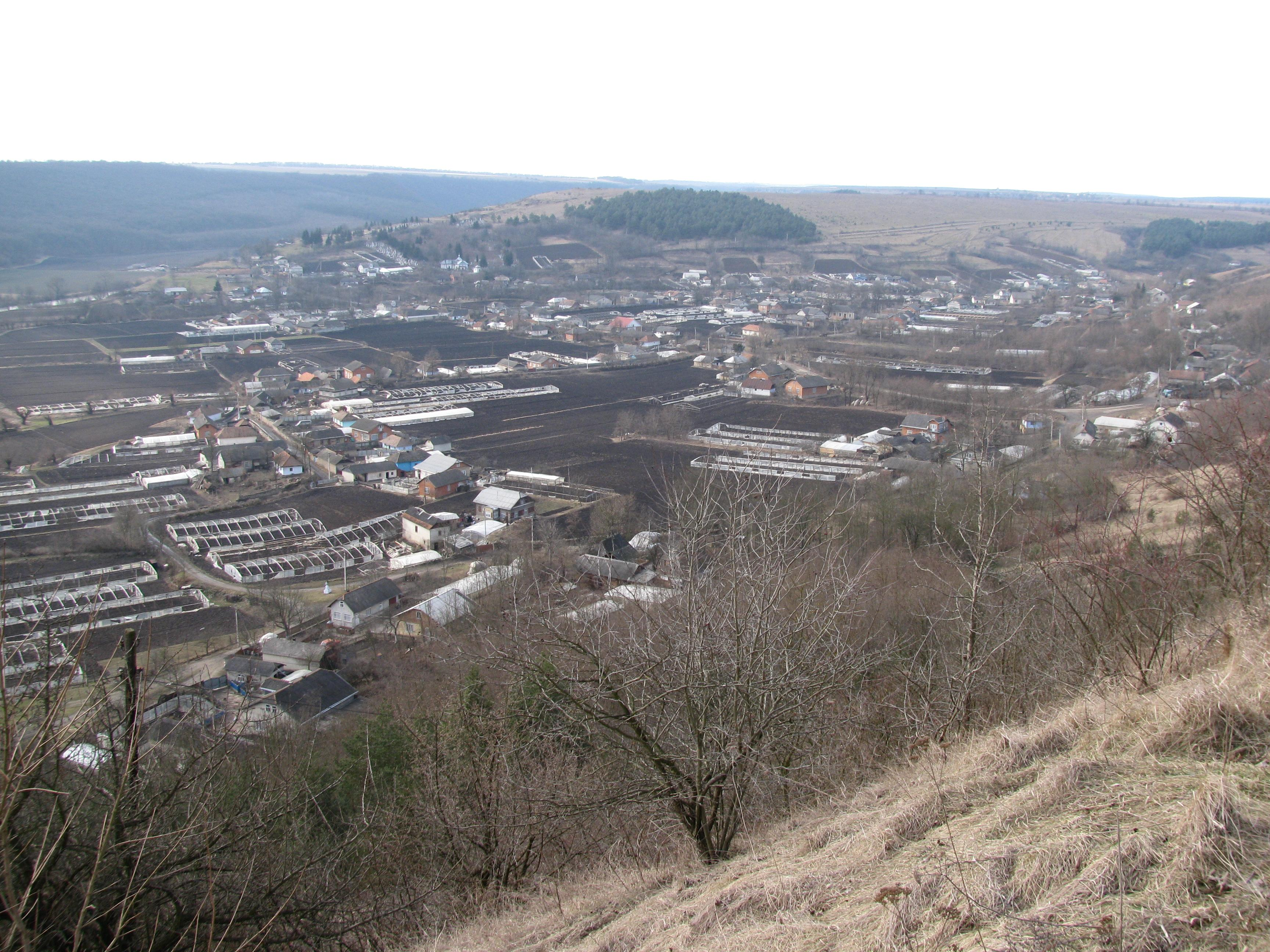
Панорама села з півдня весною
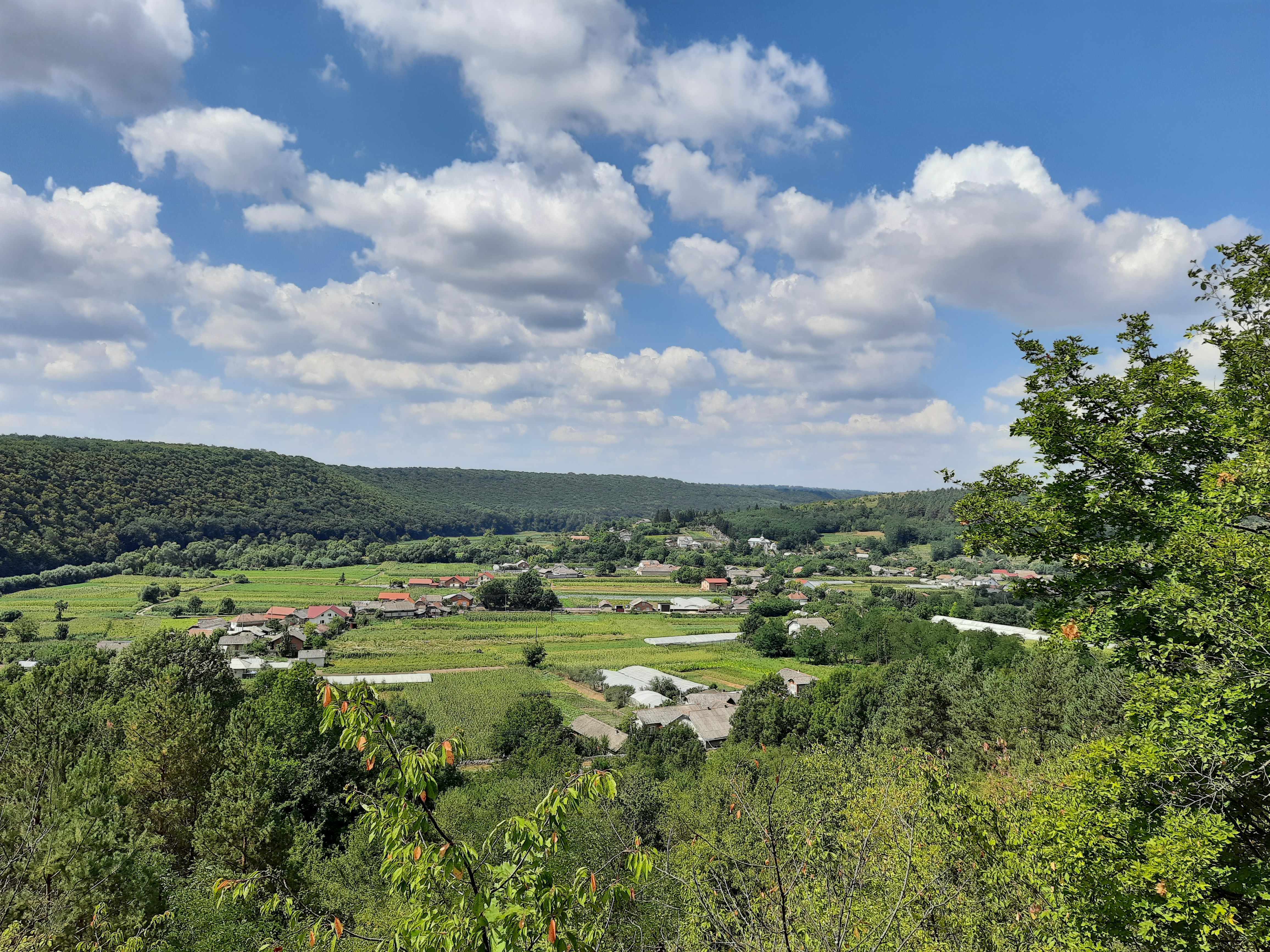
Вигляд на село з пагорба
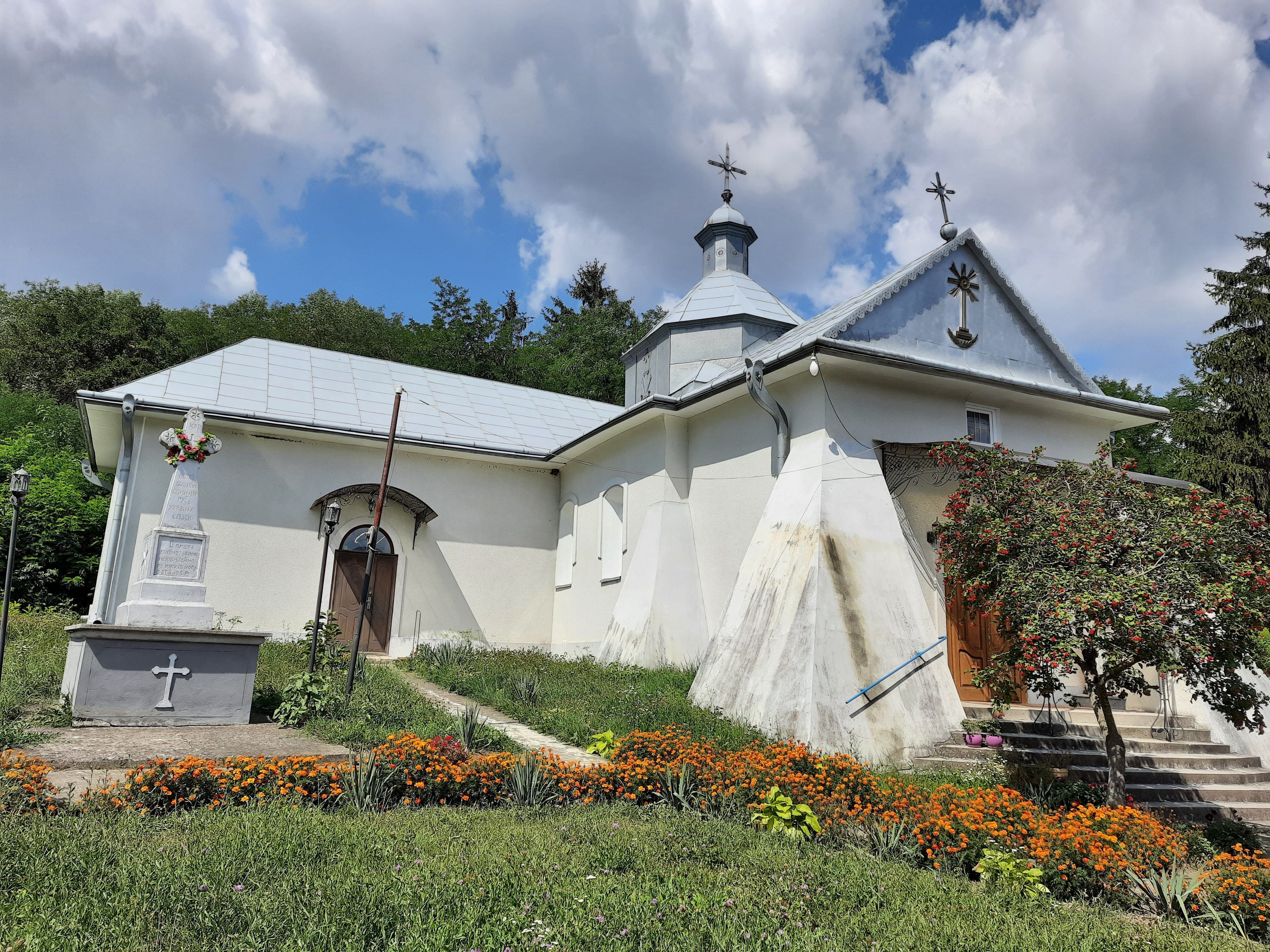
Церква Святого  Михаїла
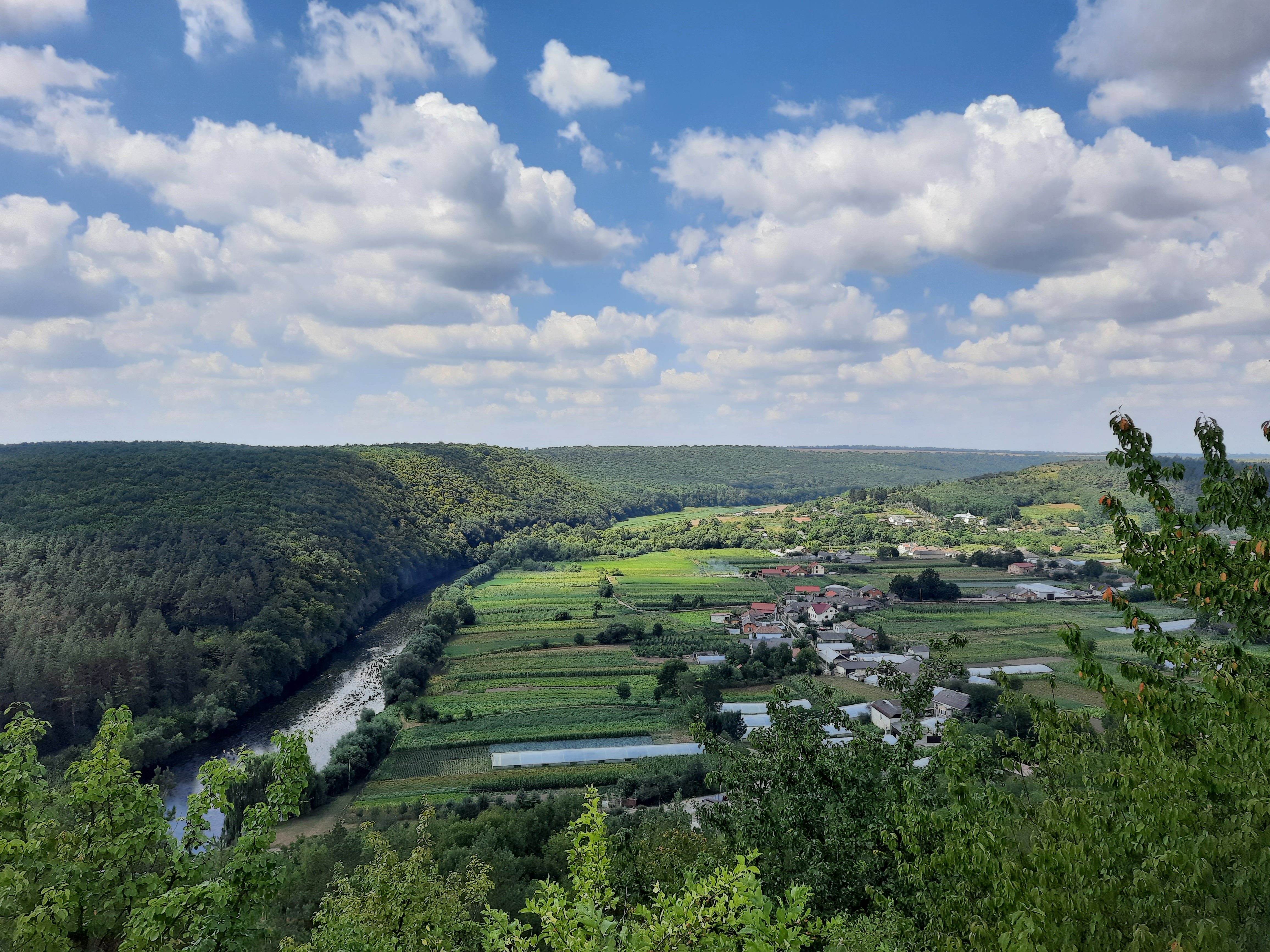
Дністер біля Щитівців
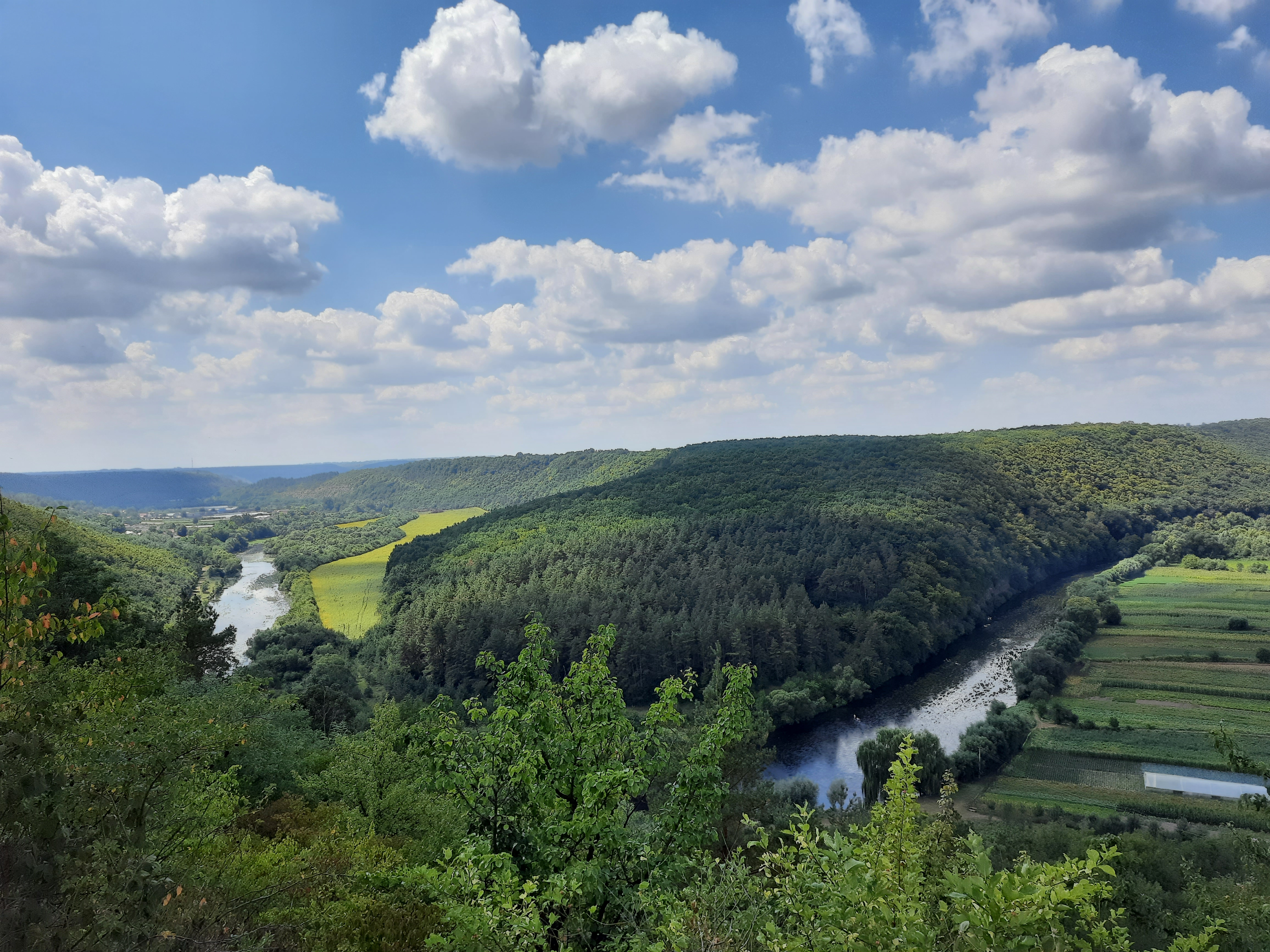
Дністер біля села